# العلاقات الكونغوية الغانية
العلاقات الكونغولية الغانية هي العلاقات الثنائية التي تجمع بين جمهورية الكونغو وغانا.

## مقارنة بين البلدين
هذه مقارنة عامة ومرجعية للدولتين:
| وجه المقارنة                                              | [[تصنيف:صفحات تستخدم رمز علم غير موجود\|]] جمهورية الكونغو | غانا         |
| --------------------------------------------------------- | ---------------------------------------------------------- | ------------ |
| المساحة (كم2)                                             | 342.00 ألف                                                 | 238.53 ألف   |
| عدد السكان (نسمة)                                         | 5.26 مليون                                                 | 26.91 مليون  |
| الكثافة السكانية (ن./كم²)                                 | 15.38                                                      | 112.82       |
| العاصمة                                                   | برازافيل                                                   | أكرا         |
| اللغة الرسمية                                             | لغة فرنسية                                                 | لغة إنجليزية |
| العملة                                                    | فرنك وسط أفريقي                                            | سيدي غاني    |
| الناتج المحلي الإجمالي (بليون دولار)                      | 8.72 مليار                                                 | 47.33 مليار  |
| الناتج المحلي الإجمالي (تعادل القوة الشرائية) بليون دولار | 29.48 مليار                                                | 115.41 مليار |
| الناتج المحلي الإجمالي الاسمي للفرد دولار أمريكي          | 1.85 ألف                                                   | 1.37 ألف     |
| الناتج المحلي الإجمالي للفرد دولار أمريكي                 |                                                            | 4.08 ألف     |
| مؤشر التنمية البشرية                                      | 0.591                                                      | 0.579        |
| رمز المكالمات الدولي                                      | +242                                                       | +233         |
| رمز الإنترنت                                              | .cg                                                        | .gh          |
| المنطقة الزمنية                                           | ت ع م+01:00                                                | 00           |

## منظمات دولية مشتركة
يشترك البلدان في عضوية مجموعة من المنظمات الدولية، منها:
| علم المنظمة | اسم المنظمة                                 | تاريخ انضمام جمهورية الكونغو | تاريخ انضمام غانا |
| ----------- | ------------------------------------------- | ---------------------------- | ----------------- |
|             | البنك الدولي للإنشاء والتعمير               | 10 يوليو 1963                | 20 سبتمبر 1957    |
|             | يونسكو                                      | 24 أكتوبر 1960               | 11 أبريل 1958     |
|             | منظمة التجارة العالمية                      | ?                            | ?                 |
|             | وكالة ضمان الاستثمار متعدد الأطراف          | 16 أكتوبر 1991               | 29 أبريل 1988     |
|             | البنك الإفريقي للتنمية                      | ?                            | ?                 |
|             | منظمة الشرطة الجنائية الدولية               | ?                            | ?                 |
|             | مؤسسة التمويل الدولية                       | 1 أكتوبر 1980                | 3 أبريل 1958      |
|             | الأمم المتحدة                               | 20 سبتمبر 1960               | 8 مارس 1957       |
|             | الاتحاد الأفريقي                            | ?                            | ?                 |
|             | مجموعة دول أفريقيا والكاريبي والمحيط الهادئ | ?                            | ?                 |
|             | مؤسسة التنمية الدولية                       | 8 نوفمبر 1963                | 29 ديسمبر 1960    |
|             | الفريق المعني برصد الأرض                    | ?                            | ?                 |
|             | منظمة حظر الأسلحة الكيميائية                | ?                            | ?                 |
|             | المركز الدولي لتسوية المنازعات الاستشارية   | 14 أكتوبر 1966               | 14 أكتوبر 1966    |

## وصلات خارجية
- موقع وزارة الخارجية الغانية